# TuS Uentrop
Der TuS Uentrop (offiziell: Turn- und Spielverein 46/68 Uentrop e.V.) ist ein Sportverein aus dem Hammer Stadtteil Uentrop. Die Tischtennismannschaft der Frauen spielt in der 2. Bundesliga.

## Geschichte
Der Verein wurde erstmals am 3. September 1946 gegründet. Dieser Verein wurde jedoch im Jahre 1960 aufgelöst, da es an Sportanlagen und Führungskräften fehlte. Der heutige Verein wurde am 25. Januar 1968 gegründet. Neben Tischtennis bietet der TuS Uentrop noch Fußball, Lauftreff und Breitensport an.

### Tischtennis
Die Tischtennisabteilung entstand im Gründungsjahr 1968, als die Spieler des CVJM Uentrop dem Verein beitraten.
Die Frauenmannschaft stieg im Jahre 2007 in die 2. Bundesliga Nord auf, musste aber nach nur einem Jahr als Vorletzter wieder absteigen. 2009 gelang der Wiederaufstieg in die 2. Bundesliga Nord, wo die Mannschaft im Jahre 2012 Meister wurde. Auf den Aufstieg in die Bundesliga wurde jedoch verzichtet. Auch nach der zweiten Meisterschaft im Jahre 2016 verzichtete der Verein auf den Aufstieg in die Bundesliga. Aus finanziellen Gründen wollte der Verein 2024 die Damenmannschaft aus der 2. Bundesliga zurückziehen, eine Crowdfunding-Aktion ermöglichte jedoch den Verbleib.

### Fußball
Die Fußballer des TuS Uentrop spielten zwischen 1993 und 1995 in der Bezirksliga. Ansonsten spielte die Mannschaft auf Kreisebene. Dort wurde sie in den Jahren 1999, 2000, 2015, 2018 und 2025 jeweils Vizemeister hinter dem SC Eintracht Hamm, dem SC Westtünnen, dem SV Eintracht Heessen, der IG Bönen und dem TuS Wiescherhöfen.

## Persönlichkeiten
- Ildiko Imamura
- Nina Mittelham
- Guo Pengpeng
- Alexandra Scheld